# Freebird... The Movie
Freebird... The Movie è un film-concerto tributo alla rock band statunitense Lynyrd Skynyrd, diretto da Jeff G. Waxman e pubblicato il 30 agosto 1996.

## Il film
È costituito da una serie di spezzoni di concerti dei Lynyrd Skynyrd, registrati prima del tragico incidente aereo del 1977, nel quale la band è stata decimata.
Tra una canzone e l'altra sono presenti anche delle interviste ai membri della band o ai loro familiari.

## Curiosità
- Alla fine del film compare la frase « If I leave here tomorrow, would you still remember me? » (tradotta: «Se me ne andassi da qui domani, ti ricorderesti lo stesso di me? »), primo verso della loro canzone Free Bird. In questo contesto sottolinea maggiormente la scomparsa dei membri della band.

## Tracce
Tutte le canzoni sono versioni live, ad eccetto di Dixie (inno confederato) nell'introduzione (presente anche prima dei titoli di coda), e Simple Man nei titoli di coda.
1. Dixie
2. Workin' for MCA
3. I Ain't The One
4. Saturday Night Special
5. Searching
6. What's Your Name
7. Whiskey Rock-A-Roller
8. Travellin' Man
9. Gimme Three Steps
10. That Smell
11. Gimme Back My Bullets
12. Cry For The Bad Man
13. Call Me The Breeze
14. Blue Yodel ("T" for Texas)
15. Sweet Home Alabama
16. Free Bird
17. Simple Man

## Formazione
- Ronnie Van Zant - voce
- Gary Rossington - chitarra
- Allen Collins - chitarra
- Steve Gaines - chitarra
- Billy Powell - tastiere
- Leon Wilkeson - basso
- Artimus Pyle - batteria
- Cassie Gaines - cori
- JoJo Billingsley - cori
- Leslie Hawkins - cori